# Sielsowiet korieniewski (obwód kurski)
Sielsowiet korieniewski (ros. Кореневский сельсовет) – jednostka administracyjna (osiedle wiejskie) wchodząca w skład rejonu korieniewskiego w оbwodzie kurskim w Rosji.
Centrum administracyjnym sielsowietu jest wieś (ros. село, trb. sieło) Korieniewo.

## Geografia
Powierzchnia sielsowietu wynosi 58,56 km².

## Historia
Status i granice sielsowietu zostały określone ustawami z 2004 i z 2010 roku.

## Demografia
W 2017 roku sielsowiet zamieszkiwało 2390 osób.

## Miejscowości
W skład sielsowietu wchodzą miejscowości: Korieniewo, Łobanowka, Matwiejewka, Nikipiełowka.